# Piotr Żurawski
Piotr Żurawski (sinh ngày 14 tháng 10 năm 1985 tại Bytom) là một diễn viên người Ba Lan.

## Sự nghiệp
Piotr Żurawski tốt nghiệp Học viện Nghệ thuật Sân khấu Quốc gia Aleksander Zelwerowicz ở Warsaw (PWST) vào năm 2007. Anh diễn xuất trên sân khấu tại các nhà hát ở nhiều nơi như Warsaw, Jelenia Góra, Łódź và Bydgoszcz. Ngoài sự nghiệp diễn xuất trên sân khấu, Piotr Żurawski còn là gương mặt quen thuộc trong hàng chục bộ phim điện ảnh và phim truyền hình Ba Lan. Trong đó, anh nổi tiếng với các bộ phim như: Jutro idziemy do kina (2007), Czas honoru (2008), Karbala (2015) và Kamper (2016).

## Thành tích nghệ thuật
Dưới đây liệt kê các phim điện ảnh và phim truyền hình có sự góp mặt của Piotr Żurawski:
- 2007: MDK
- 2007: Jutro idziemy do kina _ Natan Cymertopf
- 2008: Ojciec Mateusz _ Adam
- 2008–2014: Czas honoru _ Romek Sajkowski
- 2008: Boisko bezdomnych _ Michał
- 2009: Sprawiedliwi
- 2010: 1920. Wojna i miłość _ Staszek Batowski
- 2010: Nowa
- 2011: Opowieści z chłodni _ Chłopak
- 2011: Plebania _ Kolega Mateusza
- 2011: Ludzie Chudego
- 2012-2014: Lekarze
- 2013: Prawo Agaty _ Bernard Bogacz
- 2013: W ciemnym lesie _ Robaczek
- 2013: Stacja Warszawa
- 2013: Leszczu _ Paweł "Szuwar"
- 2013: Chce się żyć _ Leszek
- 2013: Ambrozia _  Bu
- 2014: Komisarz Alex _ Jacek Jastrzębski
- 2014: Sama słodycz _ Stefano
- 2014: Miasto 44 _ Żyd
- 2014: Kebab i Horoskop _ Horoskop
- 2014: Hardkor Disko
- 2014: Arbiter uwagi _ Rafał
- 2015: Aż po sufit! _ Grek Milo Karandonis
- 2015: Karbala _ Waszczuk khi còn trẻ
- 2016: Kamper _ Mateusz "Kamper" Brzeziński
- 2016: Bodo _ Moryc Blum
- 2017: Wataha _ Sylwester Wiśniak
- 2017: Pokot
- 2017: Gotowi na wszystko. Exterminator _ Krzysztof "Lizzy" Wieczorek
- 2018-2019: Za marzenia _ Piotr
- 2018: Córka trenera _ Cysorz
- 2018: Whatever Happens Next _ Oszust
- 2018: Chyłka - Zaginięcie _ Kormak
- 2019: Legiony _ Zyga
- 2019: Ciemno, prawie noc _ Albert
- Từ năm 2020: Osiecka _ Daniel Passent
- Từ năm 2020: Król